# Mistrovství světa v ledním hokeji 2026 (Divize IV)
Mistrovství světa v ledním hokeji 2026 (Divize IV) pořadatel a datum konání bude oznámeno.

## Týmy
| Týmy      | Kvalifikace                                    |
| --------- | ---------------------------------------------- |
| Singapur  | 6. místo v Divizi III – skupina B 2025– sestup |
| Kuvajt    |                                                |
| Indonésie |                                                |
| Malajsie  |                                                |
| Arménie   |                                                |
| Írán      |                                                |